# Clark Smith (natation)
Pour les articles homonymes, voir Smith et Clark Smith.
Clark Smith, né le 17 avril 1995 à Atlanta, est un nageur américain.
Il remporte la médaille d'or du relais 4 × 200 mètres nage libre aux Jeux olympiques d'été de 2016 à Rio de Janeiro.

## Palmarès

### Championnats du monde

#### Grand bassin
- Championnats du monde 2017 à Budapest :
  -  Médaille de bronze du relais 4 × 200 m nage libre (participe uniquement aux séries)